# Dream Evil
Albums de Dio
Sacred Heart
(1985) Lock up the Wolves
(1990)
Dream Evil est le 4e album studio du groupe de heavy metal américain Dio.

## Liste des morceaux
- Paroles & Mélodies écrites par Ronnie James Dio.
- Musique indiquée ci-dessous.

1. Night People - 4:06 - (Dio, Appice, Bain, Goldy, Schnell)
2. Dream Evil - 4:26 - (Dio, Goldy)
3. Sunset Superman - 5:45 - (Dio, Appice, Bain, Goldy, Schnell)
4. All the Fools Sailed Away - 7:10 - (Dio, Goldy)
5. Naked in the Rain - 5:09 - (Dio)
6. Overlove - 3:26 - (Dio, Appice, Goldy)
7. I Could Have Been a Dreamer - 4:42 - (Dio, Goldy)
8. Faces in the Window - 3:53 - (Dio, Appice, Bain, Goldy, Schnell)
9. When a Woman Cries - 4:43 - (Dio, Appice, Bain, Goldy, Schnell)

## Single
1. 1987 – All the Fools Sailed Away
2. 1987 – I Could Have Been a Dreamer (également clip vidéo)
3. 1987 – Overlose

## Charts
Album
| Année | Album              | Position      | Position        |
| ----- | ------------------ | ------------- | --------------- |
| Année | Album              | Billboard 200 | UK Album Charts |
| 1990  | Lock up the Wolves | #43           | #03             |

Singles
| Année | Titre                       | Positions                 |
| ----- | --------------------------- | ------------------------- |
| Année | Titre                       | US Mainstream Rock Tracks |
| 1987  | I Could Have Been a Dreamer | #33                       |

## Composition du groupe
- Ronnie James Dio – chants
- Craig Goldy – guitare
- Jimmy Bain – basse
- Vinny Appice – batterie
- Claude Schnell – claviers
- Illustration par Steve Huston